# Tungsten Company FC
El Korea Tungsten Company FC fue un equipo de fútbol de Corea del Sur de la ciudad de Yeongwol, en la provincia de Gangwon.
Fue fundado en 1956 por la Korea Tungsten Company y su desaparición se dio en 1972. Es calificado como el predecesor del POSCO, y que como Daehan Tungsten FC es el predecesor del POSCO Atoms también.
Participó en la primera Copa de Clubes de Asia en 1967.

## Palmarés
- President's Cup: 2

1965, 1966
- - Subcampeón: 1

1962
- Campeonato Nacional de Corea del Sur: 0
  - Subcampeón: 2

1962, 1968

## Participación en competiciones de la AFC
- Copa de Clubes de Asia: 1 aparición

1967 - Semifinalista

## Jugadores destacados
- Kim Hong-Bok
- Park Se-Hak
- Choi Eun-Taek
- Lee Hoi-Taek